# Hieracium caesiotinctum
Hieracium caesiotinctum es una especie de planta con flor del género Hieracium, de la familia Asteraceae, orden Asterales.

## Distribución
Hieracium caesiotinctum se distribuye por Suecia.

## Taxonomía
Fue descrita científicamente por Dahlst. & Johanss. Fue publicada en Ark. Bot. 6(18): 18 (1907).